# Congregació Cristiana a Espanya
La Congregació Cristiana a Espanya és una església evangèlica pentecostal, originalment brasilera, establerta allà 1910 per l'italià Louis Francescon.
La Congregació cristiana a Espanya va començar amb viatges missioners de predicadors brasilers entre ciutadans espanyols a Catalunya i Galícia en finals dels anys 1970. Des de finals dels anys 1990 la comunitat va créixer amb la vinguda d'immigrants brasilers i avui hi ha prop de 50 esglésies i 3.000 feligresos.
Aquest grup no tenia un líder únic o pastor o sacerdot, ja que tots es consideraven sacerdots, havien trobat que l'església era conduïda i no governada i aquesta conducció estava segons la Bíblia constituïda sempre per més d'una persona a les quals se'ls coneixia com a 'gent gran', van trobar que la paraula "Pastor" com a títol només s'aplicava al Senyor Jesús (poima del grec) i que no estava en les escriptures com a càrrec referit a cap home. Ensenyaven que l'oració, l'estudi bíblic i el partir el pa o sopar del Senyor, eren les activitats de l'església cristiana primitiva. Això va comportar que es congreguessin de la mateixa manera que ho practicaven els primers cristians. Basada en 1 Pere 2, 9, aquesta doctrina estableix que tots els creients tenen el mateix accés a Déu en fe i adoració, i elimina tota mena de jerarquia espiritual del cristianisme. La funció del ministre una funció de direcció i ensenyament, però tots els creients per mitjà de la lectura de la Bíblia i l'oració, poden comunicar-se amb Déu.
La salvació prové de la gràcia de Déu, i no pels mèrits del pecador; la salvació és un regal (do) de Déu. La doctrina de la gràcia estableix que ningú no pot complir tots els manaments de la llei, i per això, ningú no pot salvar-se a si mateix. La salvació s'ofereix al pecador per mitjà del perdó i de la gràcia rebuts després del penediment que produeix un nou naixement.
Una de les característiques prominents és la creença en l'obra activa de l'Esperit Sant la creença que Déu encara està actiu, i intervé sobrenaturalment a favor de la humanitat per mitjà dels dons espirituals miraculosos.

La seva església principal està ubicada a Carrer França Xica, 29, Barcelona, Catalunya.

## Doctrina
Acord els 12 articles de la Fe, la doctrina de la Congregació Cristiana poden resumir de la següent manera: 
- Creença en la Bíblia com infal·lible Paraula de Déu, inspirada per l'Esperit Sant i com única regla de fe;
- Creença en la Trinitat i en la naturalesa Divina i Humana de Jesucrist;
- L'acceptació de Jesucrist com únic mediador, el sacerdoci de tots els creients i la presència de l'Esperit Sant i els seus dons en cada cristià;
- Salvació per la Fe segons la Gràcia de Déu;
- Pràctica del baptisme per la immersió;
- Pràctica del Sant Sopar;
- Creença en el Baptisme de l'Esperit Sant, com l'evidència inicial de parlar en noves llengües, com en altres fenòmens com miracles, cures, visions, etc.
- La Congregació Cristiana també espera la tornada de Jesucrist, la resurrecció dels morts i el Judici Final.